# DisoBAYish
DisoBAYish — п'ятий студійний альбом американського репера Мессі Марва, виданий 9 березня 2004 р. лейблом Sumday Entertainment. Реліз посів 76-ту сходинку чарту Top R&B/Hip-Hop Albums та 49-те місце Top Independent Albums.

## Список пісень
1. «Baby Bintro»
2. «You Already Know» (з участю Yukmouth)
3. «Hypnotic» (з участю Missippi)
4. «That's What's Up!»
5. «Dick Head» (Skit)
6. «Stop Callin'» (з участю E-40)
7. «Blades» (з участю Billy Cook та D'Wayne Wiggins)
8. «Baby»
9. «Like What! (Bad Boppas in the Club)»
10. «Can't Nobody» (з участю Too Short та Mr. Lucci)
11. «Chicken Head Hoes» (Skit)
12. «Oh No, Pt. 2» (з участю Nate Dogg)
13. «Until 4:00» (з участю Rich the Factor та Rushen Roolet)
14. «Well…» (з участю Ive Low)
15. «In Front of the Buildings»
16. «The Flame» (з участю Siegal)

## Продюсери
- The Kream Team — № 2, 4, 8, 9
- Рік Рок — № 3, 14-16
- Aa Gee — № 6
- Двейн Віґґінс — № 7
- Pharmaceuticals — № 10
- DJ Daryl — № 12
- Rich the Factor — № 13